# Arrondissement Poligny
Poligny is een voormalig arrondissement in het departement Jura in de Franse regio Bourgogne-Franche-Comté. Het arrondissement werd op 17 februari 1800 gevormd en op 10 september 1926 opgeheven. De zeven kantons werden bij de opheffing toegevoegd aan het arrondissement Lons-le-Saunier .

## Kantons
Het arrondissement was samengesteld uit de volgende kantons:
- kanton Arbois
- kanton Champagnole
- kanton Nozeroy
- kanton Les Planches-en-Montagne
- kanton Poligny
- kanton Salins-les-Bains
- kanton Villers-Farlay